# Детмерс, Генрих
Генрих Георг Альфред Детмерс (нем. Heinrich Georg Alfred Detmers; 20 апреля 1919, Норден, Веймарская республика — 8 июня 1999, Веддельброк, Германия) — оберштурмфюрер СС, адъютант коменданта концлагерей Дахау и  Дора-Миттельбау.

## Биография
Генрих Детмерс родился 20 апреля 1919 года. В возрасте 17 лет, ещё до получения коммерческого образования, был зачислен в ряды СС (№ 309930), а 1 мая 1937 года вступил в НСДАП (билет № 5545920). В 1940 году стал адъютантом коменданта концлагеря Дахау Александра Пиорковски. Детмерс, которого за свой юный возраст называли «Буби», занимал эту должность до февраля 1942 года. Впоследствии в качестве служащего Войск СС по собственному желанию был призван в 1-й пехотный полк СС на Восточный фронт.
В декабре 1943 года стал офицером связи между управленческой группой D главного административно-хозяйственного управления СС и сублагерем концлагеря Бухенвальд Дора-Миттельбау. С декабря 1943 по ноябрь 1944 года был адъютантом начальника лагеря Отто Фёршнера. Детмерс был ответственным за нужды персонала комендатуры, обработку корреспонденции и телефонных звонков, управление автопарком, бюро комендатуры и защиту коменданта. С мая 1944 года был офицером суда СС, где занимался расследованием преступлений, совершёнными служащими лагеря. Осенью 1944 года он был переведён в Берлин в главное административно-хозяйственное управление СС, а затем — в сублагерь Херсбрукк, который принадлежал концлагерю Флоссенбюрг.

### После войны
6 января 1947 года Детмерс вместе с Пиорковски проходил обвиняемым на одном из процессов в рамках Процессов Дахау. Отдельные преступления доказать не удалось и на основании соучастия в преступлениях в концлагере Дахау 17 января 1947 года он был приговорён к 15 годам тюремного заключения. Позже приговор был заменён на пять лет. Кроме того, Детмерс был обвиняемым на процессе по делу о преступлениях в концлагере Дора-Миттельбау, проходившем с 7 августа по 30 декабря 1947 года. Он был приговорён к семи годам заключения. Во время процесса Детмерс признал, что он бил заключённых по лицу и присутствовал на аппеле и казнях. После отбытия наказания 3 января 1951 года он был освобождён из Ландсбергской тюрьмы. В тот же день он был арестован немецкой полицией, но после безуспешного расследования вновь выпущен. Детмерс вернулся в свой родной город, где работал продавцом. Потом он был принят на работу в компанию по производству маргарина, где получил должность генерального директора по продажам.